# Rio Haloşul Mic
O Rio Haloşul Mic é um rio da Romênia, afluente do Caşin, localizado no distrito de Bacău.